# Panagía (Thasos)
Panagía, en grec moderne : Παναγία, est un village sur l'île de Thasos, en Macédoine-Orientale-et-Thrace, Grèce.
Selon le recensement de 2011, la population du village compte 725 habitants.